# Cantonul Loudéac
Cantonul Loudéac este un canton din arondismentul Saint-Brieuc, departamentul Côtes-d'Armor, regiunea Bretania, Franța.

## Comune
- Hémonstoir
- Loudéac (reședință)
- La Motte
- Saint-Caradec
- Saint-Maudan
- Trévé